# Benoît Payan

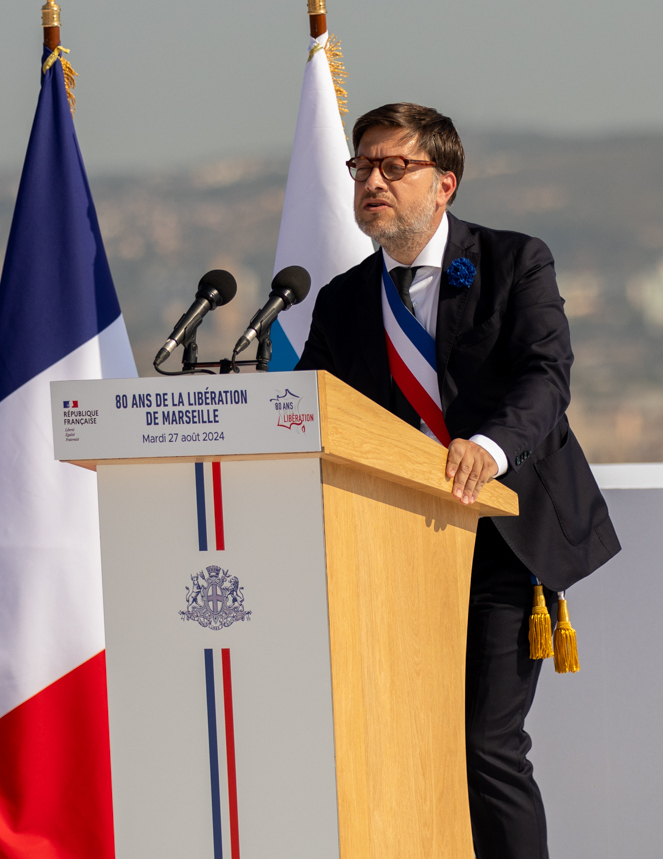
Benoît Payan

Benoît Payan (geboren am 31. Januar 1978 in Marseille) ist ein französischer Politiker. Seit 2020 ist er Bürgermeister von Marseille. Er ist Mitglied der Sozialistischen Partei Frankreichs (PS).

## Kindheit, Jugend, Ausbildung
Payan wuchs in seinem Geburtsort auf, in Pont-de-Vivaux, im 10. Arrondissement von Marseille. Er studierte mit dem Berufsziel Notar und schloss sich dem Mouvement des Jeunes Socialistes an.

## Politische Laufbahn
Bei der Kommunalwahl 2014 wurde Payan in den Gemeinderat gewählt. Er wurde 2016 Vorsitzender der sozialistischen Fraktion in Opposition zum konservativen Bürgermeister Jean-Claude Gaudin in 2016.  2015 war er Departementsrat für das Département Bouches-du-Rhône geworden.
Im Juli 2019 gehörte Payan zu den Gründern des Printemps marseillais („Marseiller Frühling“), eines breiten linken Wahlbündnisses, das bei den Kommunalwahlen 2020 das Vierteljahrhundert der Amtszeit von Gaudin beenden wollte. Er kritisierte die Kandidatur der sozialistischen Abweichlerin Samia Ghali, da sie die Wählerschaft spalten und damit den Sieg der Rechten bewirken könnte.
Payans Wahlbündnis gewann die Wahl im Juli 2020. Der Gemeinderat wählte Michèle Rubirola zur ersten weiblichen und grünen Bürgermeisterin. Rubirola trat am 15. Dezember 2020 zurück, ihr Nachfolger wurde der erste stellvertretende Bürgermeister Payan. Am 21. Dezember 2020 wurde er gewählt, mit Unterstützung der acht Gemeinderäte der Liste Ghali und ohne Gegenkandidaten.

## Kommunalpolitik
Payan befürwortet den Verkauf des Fußballstadions Stade Vélodrome durch die Stadt, allerdings nur an den Mieter Olympique de Marseille.  Er kritisiert die umweltschädlichen Auswirkungen der Kreuzfahrtschiffe auf Marseille. Während seiner Oppositionszeit sammelte Payan 10.000 Unterschriften gegen den Plan einer öffentlich-privaten Partnerschaft, über die 1 Milliarde Euro für den Abriss und den Wiederaufbau von über 30 Grundschulen ausgegeben werden sollte.